# Svjatogorska lavra
Svjatogorska lavra (ukr. Свято-Успенська Святогірська Лавра) je pravoslavni manastir Ukrajinske pravoslavne Crkve Moskovske patrijaršije kod grada Svjatogorska u Donjeckoj oblasti. Nalazi se na stijeni uz desnu obalu rijeke Sjeverni Donjec.

## Povijest
Osnovan je u 14. ili 15. stoljeću, a kao osnivač spominje se prepodobni Josif. Prvi put se spominje 1526. godine u zapisima austrijskoga diplomata, barona Sigismunda von Herbersteina. 
Manastir je bio od velikoga značaja za vrijeme Ruskog Carstva pa je 1787. po naredbi ruske carice Katarine Velike obnovljen. Godine 1790., manastir dobiva u vlasništvo feldmaršal Grigorij Potemkin. Najveći procvat imao je za vrijeme cara Nikolaja I. Romanova u 19. stoljeću. 
Do prije Prvoga svjetskoga rata, manastirski kompleks je imao oko 600 redovnika, a za vrijeme komunizma pretvoren je u rezidenciju. Manastir je srušen 1922. godine. Nakon raspada Sovjetskog Saveza manastir je ponovno obnovljen i otvoren 1992. godine.

## Galerija
- Svjatogorska lavra
- Svjatogorska lavra
- Svjatogorska lavra
- Svjatogorska lavra